# اوزی‌تاماک
اوزی‌تاماک (انگلیسی: Uzytamak) یک شهرک در شهرستان چیشمینسکی در استان باشقیرستان کشور روسیه است.